# Diego de Bedán
Fray Diego de Bedán OFM o Fray Diego de Bedán, también llamado Fray Diego de Mayorga, algunas veces llamado Fray Diego de Bedán de Mayorga (Siglo XIV, Mayorga de Campos - 	Murcia, 22 de mayo de 1442) fue un religioso español. Fue obispo de Badajoz, desde 1409 hasta su traslado a Cartagena en 1415, donde gobernó hasta su traslado en Plasencia en 1422.

## Biografía
Diego nació en la aldea de Bedán (Mayorga de Campos, Valladolid), hijo de Alfonso de Robles.
"... pero es lo cierto que en 2 de mayo de 1416, presidía ya un sínodo en Murcia; en 1419, terminó la obra del retablo primitivo de la catedral, aquel que trasladó D. Lope de Rivas; y en 26 de septiembre, firmaba el restablecimiemto de la parroquia del Salvador de Chinchilla; así pues, encontramos indudable que vino á Murcia este obispo, inmediate post traslationem domini Pauli, que tuvo lugar, como hemos dicho, en 1415.
Fue Fr. Diego hombre muy piadoso, y fuelo desde muy joven; á los 11 años vistió el hábito de San Francisco.
Favorecido con la amistad de los reyes, obtuvo de D. Juan II, en 22 de febrero de 1420, que confirmara los privilegios otorgados á D. Pablo de Santa María, su antecesor en este obispado; con valimiento en Roma ganó una tercera sentencia, en 30 de marzo de 1436, contra Jacobo Podio, vicario o prepósito de Orihuela, que usurpaba la jurisdicción de los obispos de Cartagena; y en las nonas de Mayo siguiente, sacó toadvía una bula en que N.S.P. Eugenio IV daba comisión al arzobispo de Sevilla, al arcediano de Toledo y al maestrescuela de Cuenca, para que ejecutasen la sentencia mencionada. Hombre instruido, dedicó los ocios de obispo á formar el Brebiario Cartaginense, innovó la regla que se seguía en los divinos oficios, y, conforme a la nueva, compuso el misal que vino á imprimir su sucesor Almeyda.
Excelente administrador, como han solido ser los franciscanos, dio notable impulso á las obras de la catedral que vix assurgi poterat à fundamentis, y alentado tanto como obedecido por la clerisa, según entonces se decía, consilio, voluntate et assensudominorum Decani ac Capituli, ac cleri universi suae dioecesis synodaliter congregati, aplicó á las obras una casa y la quinta parte de los diezmos del cabildo y parroquias en todo el obispado. Dotó la capilla de San Francisco y San Antonio de Padua, llamada después de los Capellanes de Número, y hoy transformada en sacristía de parroquia y designada con el nombre vulgar de sacristía de la bolsa, que por esta razón fue adornada con las armas del obispo Bedán y el condón franciscano; y á ejemplo y excitación del prelado, el notario Caballero fundó en 1430 la capilla de San Andrés, que vino á hospedar Nuestra Señora de las Lágrimas, cuando ocurrió el extraño suceso de que me ocuparé en el obispado de Belluga; el comendador de Lorquí D. Sancho Dávalos, antecesor de los marqueses de Albudeite, fundó en 1435 la capilla de San Antonio Abad que, después, fue del Rosario de Santa María y de Nuestra Señora del Socorro; y en 1440, don Bartolomé Brián fundó la de su nombre, que también se llama de la Catedral; D. Martín Selva, deán y protonotario apostólico, la de los Santos Reyes y San Calixto, donde en 1793 colocóse al beato Hibernón; y D. Diego Riquelme fundó, también en el mismo año, la capilla de la Trinidad, que se llamó después del Santo Cristo de la Misericordia.
En tiempo de este prelado Antonia Mercader y Lisenda Rodríguez su hija, fundaron (7 de agosto de 1435) el convento de Antonias de Murcia; y Juan Mercader, el de Franciscanos descalzos de Santa Catalina del Monte, próximo á esta ciudad y donde antes hubo una ermita de Santa Catalina.
El obispo Bedán contó muchos años y llegó á extrema decrepitud -de que quiera Dios librarme- que no le permitía dejar el lecho, por lo que el Papa Eugenio IV le absolvió del vínculo con su iglesia, le nombró obispo de Plasencia y trasladó á Murcia á su sobrino, que era obispo de Badajoz. A los pocos días, Dios desligó también el espíritu de Bedán, de los lazos de la carne, murió en la noche del martes 22 de mayo del año 1442, y fue enterrado en la capilla de su fundación, o sea la de San Francisco y San Antonio, que hoy es sacristía de parroquia, si bien interinamente, pues en vida se había hecho labrar sepulcro, y compuso él mismo su epitafio, en la iglesia y capilla mayor de los franciscanos de Mayorga, donde había vestido el hábito."

## Hermanos
- 1 - Fernán Alfonso de Robles, I Señor de Valdetrigueros, Señor de Mansilla, Rueda y Castilberrón, Contador Mayor de Castilla, y del Consejo del Rey Juan II. Fallecido preso en el Castillo de Uceda en 1430. Con sucesión.
- 2 - Garci Alfonso de Robles, I Señor de Comontes (1424). Casó con Teresa Alfonso. Padres, entre otros, de Don Diego de Comontes, Obispo de Cartagena.